# Meredský potok
Meredský potok se pramení ve vsi Záborná Lhota v okrese Příbram a po 6,5 kilometrech se vlévá jako levostranný přítok do Vltavy.

## Popis toku

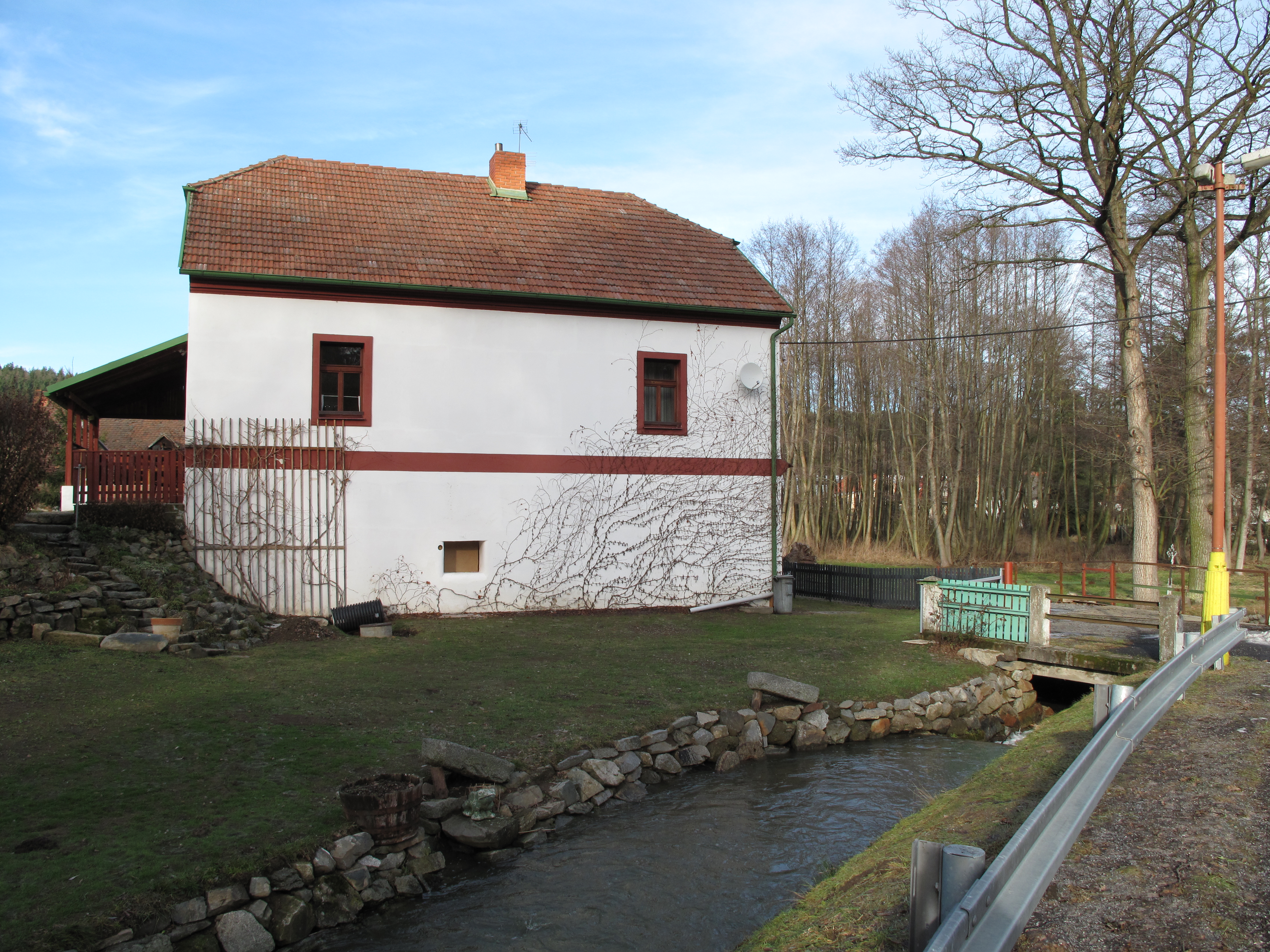
Meredský potok před původním mlýnem v Čími

Meredský potok se počíná v malém rybníčku v Záborné Lhotě. Pokračuje pod silnicí směrem k východu, kde se na konci vsi vlévá do dalšího rybníka. Pokračuje na východ, kde se po 350 metrech spolu s dalším potokem vlévá do rybníka Mích. Středem hráze pokračuje na východ do vsi Chotilsko. Podtéká pod silnicí druhé třídy číslo 102, zleva se vlévá potok z místního rybníka a asi po 780 metrech se vlévá do Velkého chotilského rybníka. Ještě předtím se do něj zleva vlévá potok, tekoucí od Korkyně. Středem hráze Velkého chotilského rybníka pokračuje na severovýchod do Čími. Zde je zasypán původní náhon k mlýnu. Na začátku Čími se do něj zleva vlévají dva další potoky. Jeden se počíná v místním rybníce, druhý teče od Korkyně a Křížova; na konci vsi ještě třetí potok zleva tekoucí z lesů severně od Čími. Pod Čímí protéká jedním malým rybníčkem a vlní se až do vtoku do Vltavy.